# Шарлатова цитадель
«Ясно-червона цитадель» (англ. The Scarlet Citadel) — одне з фентезійних оповідань американського письменника Роберта Говарда про Конана з Кімерії, події якого відбуваються в вигаданої автором Гайборійській ері. Оповідання було вперше опубліковане в січні 1933 року в журналі «Weird Tales».

## Сюжет
Король Офіра Амальрус відправив звістку королю Аквілонії Конану про те, що правитель Котху Страбонус вдерся до його володінь. Амальрус прохав у кімерійця військової допомоги. Конан вийшов з п'ятитисячним військом на допомогу Амальрусу і потрапив у пастку, як виявилося Страбонус і Амальрус домовилися між собою. Об'єднане військо Котха і Офіра винищило аквілонский загін, а сам Конан потрапляє до полону і був доставлений до Шарлатової Цитаделі.
Вороги зажадали від Конана зректися престолу на користь принца Арпелло Пелійського, далекого родича поваленого Конаном колишнього короля Аквілонії Нумедідеса. Кімерієць відповідає відмовою, маг Тзота-Ланті (справжній владика королівства Котх) замикає Конана в підземеллях своєї цитаделі і приковує короля до стіни. Один з чорних охоронців, якій впізнав у королі Аквілонії, колишнього морського розбійника Амру, намагається розправитися з варваром, але гине від укусу жахливої змії Сатхі, улюблениці Тзота-Ланті. Конан заволодіває ключами і зброєю охоронця і поспішає до виходу, але підступний євнух Шукелі закриває ґрати перед самим його носом. Проткнув євнуха мечем, Конан вирушає наповненим дивовижними істотами підземеллям в пошуках виходу.
Йому вдається звільнити іншого в'язня, який виявляється могутнім чаклуном Пеліасом, старим суперником Тзота-Ланті. Пеліас змушує небіжчика Шукелі відкрити їм головні ґрати. Виявляється, що Тзот-Ланті, багато років тому полонив Пеліаса. Маг та король ведуть бесіду, під час якої Пеліас, говорить, що Тзот-Ланті є лише частково людиною, бо його мати могла завагітніти від демона. Потім маг показує Конану, що відбувається в Аквілонії. В королівстві Конана об'єднані війська Котху і Офіру тримають у облозі місто Шамар, населення столиці виганяє намісника Конана, графа Троцеро і запрошує на трон Арпелло Пелійського. Пеліас викликає величезного кажана, який переносить Конана до столиці, прямо на дах його палацу. Кімерієць скидає Арпелло з даху, а населення розриває пелійців на шматки. Конан збирає військо і громить більшу за чисельністю армію союзників під стінами Шамари. Амальрус і Старбонус гинуть у бою, Конан переслідує мага Тзота-Ланті і відрубує йому голову, але чарівник не вмирає. З неба атакує орел (перетворений Пеліас) і забирає голову Тзота-Ланті, приголомшений Конан спостерігає за тим як безголовий тулуб Тзота-Ланті біжить навздогін за орлом.
Хоч Пеліас йому і допоміг, але він не має більше бажання коли-небудь його ще бачити.

## Головні герої
- Конан — головний герой серії оповідань Говарда. За походженням варвар-кімерієць, але на час подій вже король Аквілонії, найбільшої з хайборійських держав;
- Тзот-Ланті — котхійський чаклун, який полонив Конана. Напівдемон;
- Пеліас — котхійський чаклун, суперник Тзок-Ланті, багато років утримувався їм у полоні;
- Амальрус — король Офіру. Підступно домовився з королем Котху Страбонусом проти свого союзника, аквілонського короля Конана;
- Старбонус — король Котху.

## Історія публікацій
- Січневий номер журналу «Weird Tales», 1933
- «King Conan», Gnome Press, 1953
- «Conan the Usurper», Lancer Books, 1967
- «Conan of Cimmeria: Volume One» (1932—1933) (collection), Robert E. Howard, Wandering Star, 2003
- The Coming of Conan the Cimmerian (collection), Robert E. Howard, Del Rey, 2003